# Panteón Francés de San Joaquín
El Panteón Francés de San Joaquín (también conocido como Panteón Francés de Legaria[cita requerida]) es un cementerio privado, ubicado en Ciudad de México. Su acceso es restringido, ya que únicamente se le permite la entrada a los familiares de algún difunto sepultado dentro del sitio.[cita requerida]
Dentro de él se albergan a algunas personalidades mexicanas y extranjeras. Su construcción fue en 1940, y su fundación en 1942; su creación se dio luego de la breve clausura por saturación en el Panteón Francés de la Piedad.

## Personas notables sepultadas
- Enrique Álvarez Félix (1934-1996), actor[3]
- Pita Amor (1918-2000), escritora y poeta[4]
- Ikram Antaki (1948-2000), escritora y profesora[5]
- Manuel Ávila Camacho (1897-1955), presidente de México de 1940 a 1946[6][7]
- Antonio Badú (1914-1993), actor[8]
- Clavillazo (1910-1993), actor y comediante[9]
- Álvaro Corcuera (1957-2014), sacerdote católico, superior general de los Legionarios de Cristo[10]
- Joaquín d'Harcourt Got (1896-1972), médico, militar y docente universitario español[11]
- Agustín de Anda (1933-1960), actor y cantante[12]
- Adolfo de la Huerta (1881-1955), presidente interino de México en 1920[13]
- María Félix (1914-2002), actriz[3]
- Salvador R. Guzmán Esparza (1888-1962),  médico, embajador y diputado constituyente.[14]
- José José (1948-2019), cantante y actor[9][2]
- Miguel León Portilla (1926-2019), filósofo e historiador[15][16]
- Soledad Orozco (1904-1996), esposa del presidente Manuel Ávila Camacho y primera dama de México entre 1940 y 1946[7]
- Emma Roldán (c. 1890-1978), actriz[9]
- Beatriz Sheridan (1934-2006), actriz[cita requerida]
- Miroslava Stern (c. 1926-1955), actriz[17]
- Maya Ramos Smith (1941-2024), bailarina, actriz, escritora